# لاري أندرسن
لاري أندرسن (بالإنجليزية: Larry Andersen) هو لاعب كرة قاعدة أمريكي، ولد في 6 مايو 1953 في بورتلاند في الولايات المتحدة.

## وصلات خارجية
- لاري أندرسن على موقع دوري كرة القاعدة الرئيسي (الإنجليزية)
- لاري أندرسن على موقعبيزبول رفرنس.كوم (الدوري الرئيسي) (الإنجليزية)
- لاري أندرسن على موقعبيزبول رفرنس.كوم (الدوري الثانوي) (الإنجليزية)
- لاري أندرسن على موقع إي إس بي إن.كوم (أم.أل.بي) (الإنجليزية)
- لاري أندرسن على موقع مشجعي الرسوم البيانية (الإنجليزية)